# Hari Gusek
Hari Gusek (Zadar, 1952.), hrvatski pijanist
Klavir je započeo učiti u rodnom gradu, a srednju glazbenu školu završio je u Zagrebu. Na Muzičkoj akademiji u Zagrebu upisuje se u klasi prof. Darka Lukića,  a diplomirao je i završio poslijediplomski studij u klasi prof. Ive Mačeka. Usavršavao se dvije godine na prestižnom Konzervatoriju P. I. Čajkovski u Moskvi, u klasi prof. Rudolfa Kehrera.
Imao je brojne nastupe u zemlji i inozemstvu kao solist, u komornim sastavima i s orkestrom. Ističu se koncerti u okviru ciklusa Večeri na griču, Rapske glazbene večeri, Večeri u Donatu, Hvarsko ljeto, Orebičko kulturno ljeto, Ohridsko ljeto.... Snimio je više Chopinovih i Skrjabinovih djela za tvrtku Helidon iz Ljubljane. Na Muzičkoj akademiji u Zagrebu predaje klavir od 1978. godine